# Mihai Dumitriu (politician român)
Pentru alte persoane, având aceleași prenume și nume de familie, vedeți pagina de dezambiguizare Mihai Dumitriu.
Mihai Dumitriu (n. 28 februarie 1949, Rediu Tătar, județul Iași – d. 1 septembrie 2017, comuna Valea Lupului, județul Iași) a fost un politician român, membru al Partidul Social Democrat, deputat în legislatura 2004-2008. Mihai Dumitriu a fost membru în grupurile parlamentare de prietenie cu Bosnia și Herțegovina și Regatul Spaniei.

## Politician
Ca membru al Partidul Social Democrat, Mihai Dumitriu a fost deputat al Parlamentului României în legislatura 2004 - 2008.